# Fernando Iglesias
Fernando Iglesias (ur. 23 grudnia 1986) – argentyński zapaśnik walczący w stylu wolnym. Wicemistrz Ameryki Południowej w 2009 roku. Brązowy medalista mistrzostw panamerykańskich w 2004, igrzysk panamerykańskich w 2011 i igrzysk Ameryki Południowej z 2010.  Zajął 29. miejsce na mistrzostwach świata w 2009.